# Anneliese Rothenberger

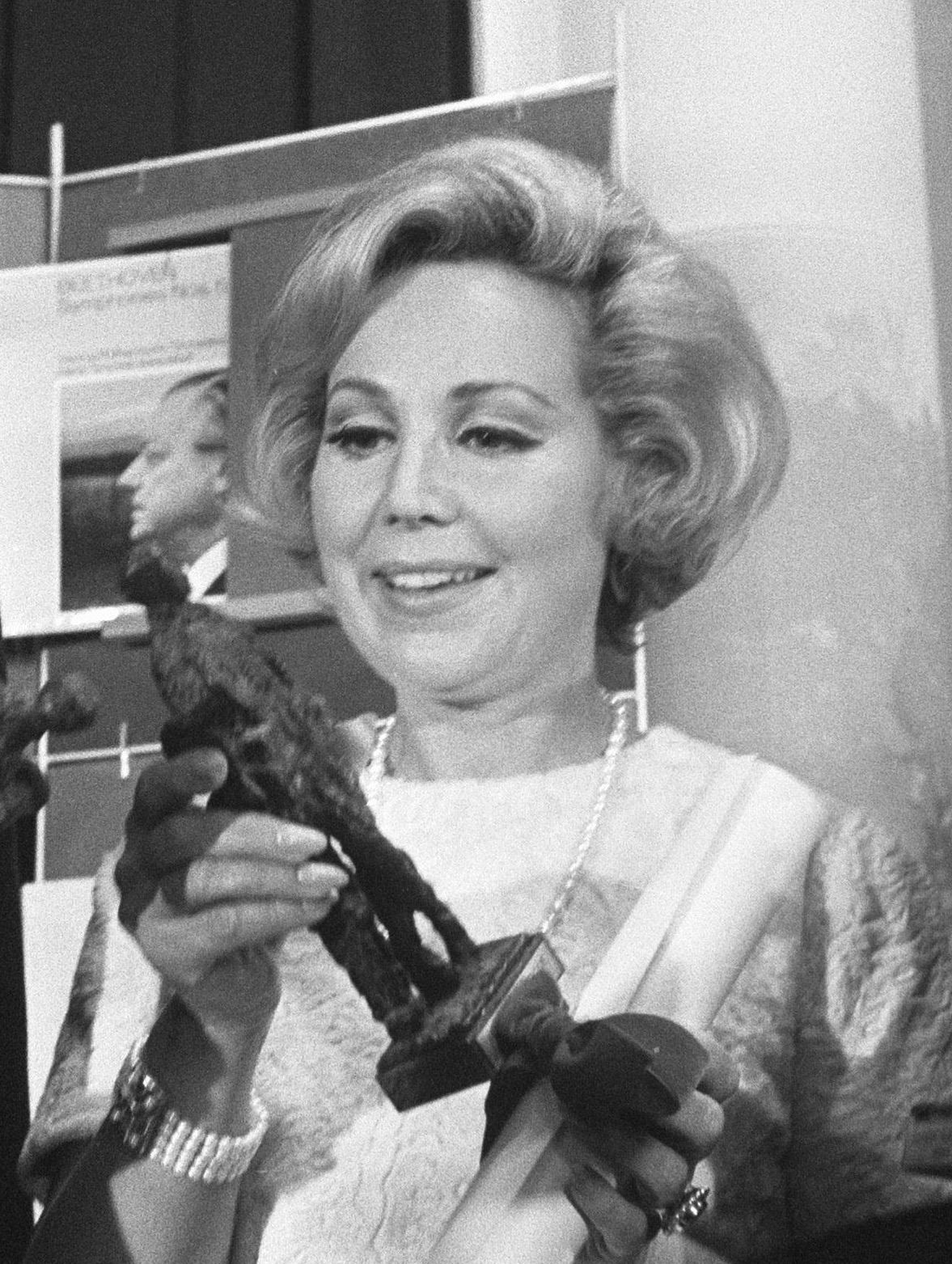
Anneliese Rothenberger, 1969

Anneliese Rothenberger (Mannheim, Alemanha, 19 de junho de 1924 – Münsterlingen, Suíça, 24 de maio de 2010) foi uma soprano alemã de relevância internacional.

## Biografia
Estudou com Erika Müller e estreia em Coblenza em 1943.  Em 1947 o diretor Günther Rennert contratou-a para a Ópera do Estado de Hamburgo onde estreia como Lulu de Alban Berg, que cantou em Munique depois dirigida por Christoph von Dohnányi.
Em 1954 estreia no Festival de Salzburgo, na escola das mulheres de Rolf Liebermann e depois na Wiener Staatsoper. No Metropolitan Opera cantou Der Rosenkavalier como Sofia, a legendária Lotte Lehmann a proclamou a melhor intérprete da personagem que também filmou dirigida por Herbert von Karajan junto a Elisabeth Schwarzkopf e Sena Jurinac.
Em 1961 atuou em Buenos Aires no afamado Teatro Colón em "O Rapto do Serralho" e "O Cavaleiro da Rosa".
Suas mais famosas interpretações foram dos papéis de Konstanze em Die Entführung aus dem Serail (em 1965 com Fritz Wunderlich dirigida por Giorgio Strehler), Fiordiligi em Così fan tutte, Zdenka em Arabella, Marie em Wozzeck, e Violetta na Traviata. Foi uma importante Liederista e participou em obras contemporâneas.
Ao retirar do canto converteu-se em conhecida animadora de televisão, o "Show de Anneliese Rothenberger" para ainda a fazer mais popular.
Quando faleceu seu esposo em 1999 se retirou ao Lago Constanza e em 2003 recebeu o Prêmio JOGO à trajetória.

## Discografia
Gravou muitas óperas completas, entre elas A flauta mágica, Don Giovanni, Idomeneo, Arabella, Die Fledermaus, Orfeo ed Euridice, Hänsel und Gretel, A viúva alegre, La Bohème, La Traviata e Martha, e uma famosa  As Bodas de Fígaro junto a glórias da lírica como  Lisa Della Casa, Dietrich Fischer-Dieskau, Fritz Wunderlich, Irmgard Seefried, Nicolai Gedda, Helen Donath, Peter Schreier, Walter Berry, e Rudolf Schock e Cessar Siepi, ainda que tenha afirmado  numa entrevista que a única colega da que foi amiga foi Lisa Della Casa, porque disse que após ter cantado uma representação ia diretamente para casa; manter relações com seus colegas segundo ela era uma tolice.